# Leichtathletik-Halleneuropameisterschaften 2017/Teilnehmer (Andorra)
| Gelbes Symbol für Goldmedaillen mit stilisierten Olympischen Ringen | Graues Symbol für Silbermedaillen mit stilisierten Olympischen Ringen | Braundes Symbol für Bronzemedaillen mit stilisierten Olympischen Ringen |
| ------------------------------------------------------------------- | --------------------------------------------------------------------- | ----------------------------------------------------------------------- |
| —                                                                   | —                                                                     | —                                                                       |

Aus Andorra starteten eine Athletin und ein Athlet bei den Leichtathletik-Halleneuropameisterschaften 2017 in Belgrad.

## Ergebnisse

### Frauen

#### Sprung/Wurf
| Athletin     | Disziplin  | Qualifikation | Qualifikation | Finale             | Finale             |
| Athletin     | Disziplin  | Höhe          | Platz         | Höhe               | Platz              |
| ------------ | ---------- | ------------- | ------------- | ------------------ | ------------------ |
| Clàudia Gurí | Hochsprung | 1,76 m        | 21            | nicht qualifiziert | nicht qualifiziert |

### Männer

#### Laufdisziplinen
| Athlet   | Disziplin | Vorlauf     | Vorlauf | Halbfinale         | Halbfinale         | Finale             | Finale             |
| Athlet   | Disziplin | Zeit        | Platz   | Zeit               | Platz              | Zeit               | Platz              |
| -------- | --------- | ----------- | ------- | ------------------ | ------------------ | ------------------ | ------------------ |
| Pol Moya | 800 m     | 1:50,88 min | 19      | nicht qualifiziert | nicht qualifiziert | nicht qualifiziert | nicht qualifiziert |